# Федриго, Пьеррик
Пьерик Федриго (фр. Pierrick Fédrigo) — французский профессиональный шоссейный велогонщик, выступавший в 2002-2016 годах. Чемпион Франции в групповой гонке (2005)

## Биография
Пьерик Федриго родился во Франции 30 ноября 1978 года. Выступал за профессиональные команды в 2002-2016 годах.  Является чемпионом своей страны 2005 года.

## Достижения
2002
1st Stage 4 Tour du Limousin
1st Stage 3 Paris–Corrèze
2003
1st Stage 6 Тур де л'Авенир
2004
1st Overall Tour du Limousin
1st Stage 2
2005
1st National Road Race Champion
1st Overall Четыре дня Дюнкерка
1st Cholet — Pays de Loire
2006
1st Stage 14 Тур де Франс
1st Overall Tour du Limousin
1st Stage 1
2008
1st Stage 4 Четыре дня Дюнкерка
1st Stage 3 Вуэльта Каталонии
2009
1st Stage 5 Четыре дня Дюнкерка
1st Stage 6 Критериум ду Дофине Либере,
1st Stage 9 Тур де Франс,
2010
1st Stage 16 Тур де Франс
1st Overall Критериум Интернациональ
1st Stage 1
1st Points classification
2011
4th Overall Circuit de la Sarthe
2012
1st Stage 15 Тур де Франс